# دانشکده طب ایرانی بابل
دانشکده طب سنتی دانشگاه علوم پزشکی بابل یکی از دانشکده‌های طب سنتی ایران است.

## گروه‌های آموزشی
- گروه آموزشی طب سنتی ایرانی
- گروه آموزشی تاریخ پزشکی